# Стадион в Бата
Стадион в Бата (исп. Estadio de Bata) — многофункциональный стадион в Бате, Экваториальная Гвинея. Стадион был построен китайской компанией COVEC и был открыт в 2007 году. Вместимость — 35 700 человек.

## История

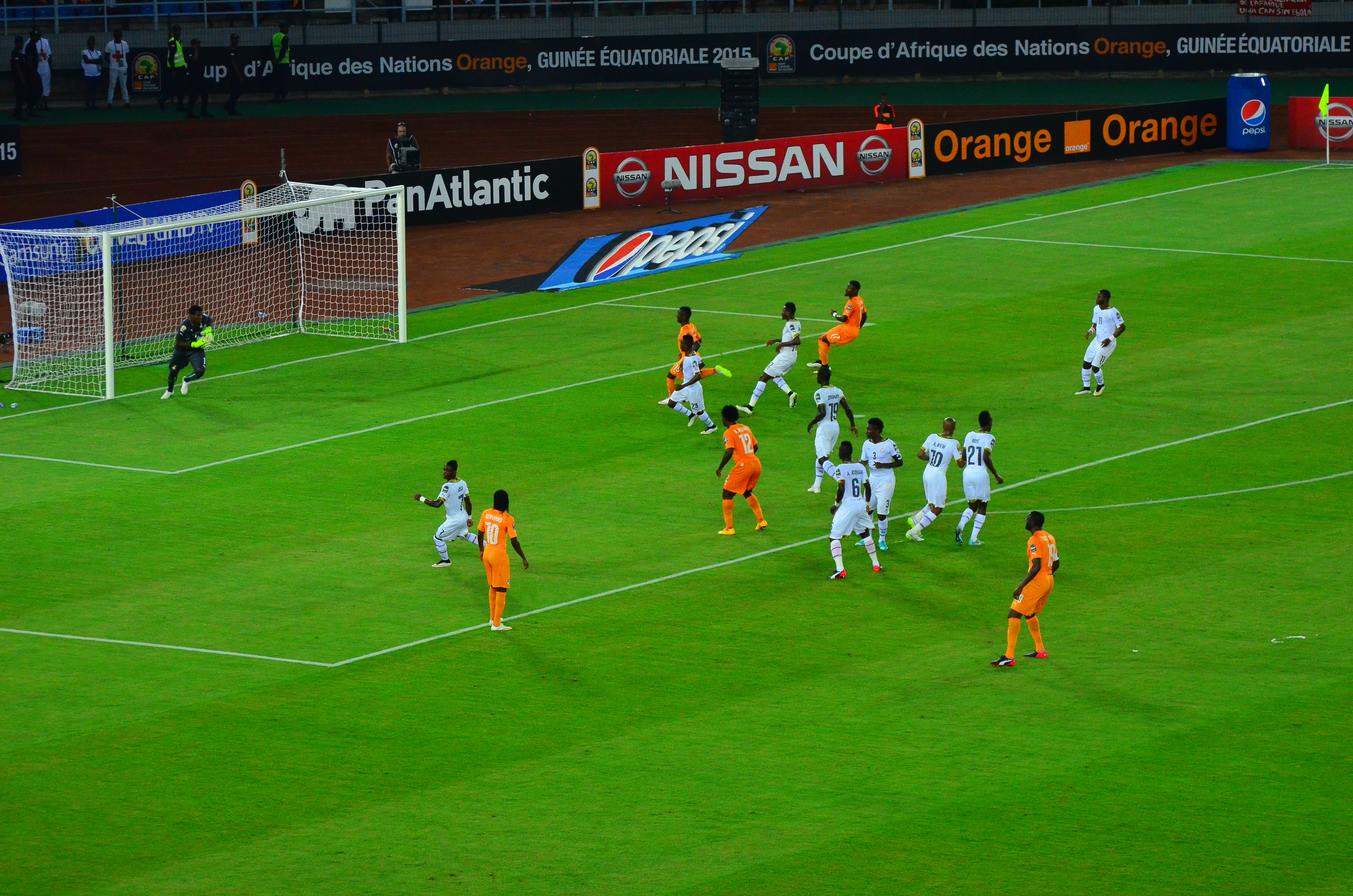
Финал Кубка африканских наций 2015 на стадионе в Бата

Стадион в Бата был построен в 2007 году. Расположен на окраине города, около 7 км к юго-востоку от центра города. Строительством стадиона занималась китайская компания COVEC, которая изначально построила стадион с одним ярусом и частичной крышей. Четыре высокие мачты с прожекторами позволяли в темное время суток проводить на этом стадионе футбольные матчи. Общее количество посадочных мест составило 22000. Такой вместимости хватало для проведения в 2008 году Женский чемпионат Африки по футболу.
В 2012 году Экваториальной Гвинее и Габону предстояло проводить 28-й Кубок африканских наций. Для этого в 2011 году стадион пришлось реконструировать. Был построен второй ярус, крыша охватывала весь периметр стадиона, куда и было интегрировано искусственное освещение. Вместимость стадиона в итоге составила 35700 человек, что является самым большим спортивным объектом страны. Стадион был открыт 6 января 2012 года. Первым официальным матчем стала игра между сборными Экваториальной Гвинеи и ЮАР, игра закончилась со счётом 0:0. Открытие посетил президент Экваториальной Гвинеи Теодоро Обианг Нгема Мбасого. В 2012 этот стадион принял 6 матчей группового этапа Кубка африканский наций, а также четвертьфинал и полуфинал.
В 2015 году данный стадион принял 6 матчей группового этапа 30-го Кубка африканских наций, четвертьфинал, полуфинал и финал.